# Sevim Dağdelen
Sevim Dağdelen   (Duisburg, 4 de setembre de 1975) és una política alemanya i membre del Bundestag en representació de L'Esquerra fins al 2023 que va incorporar-se al nou partit Bündnis Sahra Wagenknecht (BSW).

## Trajectòria
Sevim Dağdelen és filla d'immigrants kurds. Va estudiar Dret primer a la Universitat de Marburg i després a la Universitat d'Adelaide d'Austràlia durant un any. Més tard va assistir a la Universitat de Colònia però va abandonar els estudis per a seguir la seva carrera política. Va treballar al diari turc Evrensel i a les publicacions alemanyes Tatsachen i Junge Stimme.
Després d'unir-se a L'Esquerra, Dağdelen es va convertir en membre del consell del partit de Renània del Nord-Westfàlia. De 1993 a 2001 va ser membre de la comissió federal de joventut. Des del 2005 és membre del Bundestag.
Dağdelen va visitar Julian Assange a l'Ambaixada de l'Equador ddl Regne Unit el setembre de 2012, transmetent-li «la solidaritat de l'esquerra a alemanya». És partidària de les Unitats de Protecció del Poble (YPG) kurdes i va mostrar la bandera de les YPG al Bundestag, que a Alemanya està prohibida. També s'oposa a la política exterior alemanya respecte a l'Estat turc.
El 18 de febrer de 2022, va participar en una manifestació a Berlín sota el lema «La seguretat per a Rússia és seguretat per al nostre país», on va acusar els mitjans de comunicació alemanys de difondre les «històries del servei d'intel·ligència dels EUA». Després de la invasió russa d'Ucraïna del 2022, Dağdelen va ser una de les signatàries d'una declaració que atribuïa una responsabilitat important de la invasió russa a la política exterior dels Estats Units d'Amèrica. L'abril de 2022, va elogiar els manifestants alemanys que s'oposaven a un augment de la despesa militar alemanya i va descriure com una «bogeria» lliurar armament a Ucraïna.
Dağdelen va criticar el discurs de la presidenta de la Comissió Europea, Ursula von der Leyen, a principis de 2023, que demanava una nova política de la UE amb relació a la Xina, afirmant que «la UE i els seus estats membres volen desafiar Xina com a potència emergent, fins i tot militarment».
En una conferència de premsa del 23 d'octubre de 2023, Sahra Wagenknecht va presentar el seu nou partit BSW. Sevim Dağdelen és una de les diputades que es va escindir de L'Esquerra per a conformar el nou partit.